# Frances Johnson
Frances Johnson o Gwísgwashãn (morta el 1934) fou la darrera parlant materna de la llengua takelma d'Oregon, Estats Units. El 1906 va treballar amb el lingüista Edward Sapir per documentar la llengua mentre vivia a la reserva Siletz.